# Pridvorice
Pridvorice (en serbe cyrillique : Придворице) est un village de Serbie situé dans la municipalité de Smederevska Palanka, district de Podunavlje. Au recensement de 2011, il comptait 787 habitants.

## Géographie
Pridvorice est situé à 4 km à l'ouest de Smederevska Palanka, sur la rive gauche de la Jasenica. Il se présente comme un village-rue, traversé par la route qui conduit à Palanka. Cette route principale relie le Haut-Pomoravlje à la vallée de la Jasenica et à l'est de la Serbie. Le territoire du village est également traversé par plusieurs routes de campagne le long desquelles se regroupent quelques maisons rurales.

## Histoire
Sous la domination turque, Pridvorice était connu sous le nom de Nekudem ou Nekudim puis, au début du XIXe siècle, il fut appelé Šatornja. En 1826, il comptait 15 foyers. Il est désigné pour la première fois sous le nom de Pridvorice au recensement de 1837 et comptait alors 33 foyers. Dix ans plus tard, 43 foyers étaient recensés. En 1863, sa population s'élevait à 351 habitants, dont 175 hommes et 176 femmes. 

## Démographie

### Évolution historique de la population
| 1948  | 1953  | 1961  | 1971  | 1981  | 1991  | 2002 | 2011 |
| ----- | ----- | ----- | ----- | ----- | ----- | ---- | ---- |
| 1 119 | 1 135 | 1 058 | 1 080 | 1 124 | 1 004 | 870  | 787  |

|  |